# Gruessgott (Schiff)
Die Gruessgott wurde als Tender für die Passagierschiffe der Columbus-Klasse des Norddeutschen Lloyds (NDL) bestellt und sollte auch als Seebäderschiff auf der Route nach Helgoland dienen. Sie wurde erst im Ersten Weltkrieg fertiggestellt und 1916 von der Kaiserlichen Marine als Hilfsschiff übernommen. 1918 wurde das Schiff bei der Eroberung von Helsinki durch die deutsche Ostsee-Division eingesetzt.
1919 war das Schiff aufgrund der Ablieferungen an die Siegermächte zeitweise das größte Schiff des Norddeutschen Lloyd. Es wurde als Seebäderschiff und im Seedienst Ostpreußen eingesetzt. 1930 wurde die Gruessgott als Tender für die neuen Schnelldampfer des NDL nach Southampton verlegt und in Greetings umbenannt. 1933 wurde es an eine Reederei vor Ort verkauft. Das Schiff gehörte ab 1947 unter dem Namen La Bretonnière einer französischen Bergungsgesellschaft und wurde schließlich 1969 in Le Havre verschrottet.

## Geschichte
Der Norddeutsche Lloyd setzte vor dem Ersten Weltkrieg vornehmlich Raddampfer im Bäderdienst ein. Die größten waren die 1894 fertiggestellte Najade von 724 BRT und die Nixe (1899, 844 BRT). Als letzten Raddampfer beschaffte der NDL 1905 die Delphin von 400 BRT für den Wangerooge-Dienst. Daneben wurden aber auch eine Reihe kleiner Schraubendampfer beschafft, die neben dem Bäderdienst auch andere Aufgaben hatten. So wurden die Dampfer Retter (1885, 360 BRT), Seeadler (1897, 532 BRT), Glückauf (1901, 736 BRT), Vorwärts (1906, 758 BRT) und schließlich die Gruessgott beschafft. Die von verschiedenen Werften gebauten Dampfer hatten alle zwei Schornsteine und einen Doppelschrauben-Antrieb. Neben Aufgaben als Tender für die großen Passagierschiffe wurden sie zum Teil auch als Schlepper eingesetzt und kamen auch im Bäderdienst nach Helgoland zum Einsatz.
Die Gruessgott wurde als Tender für die beiden im Bau befindlichen Schiffe der Columbus-Klasse bestellt, die allerdings erst nach dem Ersten Weltkrieg als Homeric der White Star Line und als Columbus (II) für den NDL fertiggestellt wurden.

### Einsätze im Weltkrieg
Die am 17. April 1915 im Krieg fertiggestellte Gruessgott wurde von der Kaiserlichen Marine am 14. März 1916 als Hilfsschiff übernommen. 1917 kam die inzwischen bewaffnete Gruessgott bei der Eroberung der baltischen Inseln in den Kampfeinsatz. Auch beim Finnland-Einsatz gehörte sie zu den eingesetzten Sicherungskräften. Am 12. April 1918 lief sie in den Hafen von Helsinki und griff mit Geschütz- und MG-Feuer sehr effektiv in die Straßenkämpfe gegen die Roten Garden ein. Am 3. Dezember 1918 stellte die Marine das Hilfsschiff Gruessgott wieder außer Dienst und gab es dem NDL zurück.

### Seebäderschiff
Ende 1918 erhielt der NDL sein Schiff wieder zurück, das für den Seebäderdienst hergerichtet wurde. Es hatte nun eine hochgezogene Back und ein umbautes Mitteldeck. Am 29. Mai 1919 (Himmelfahrtstag) machte die Gruessgott die erste Fahrt eines Seebäderschiffs von Bremen nach Helgoland. Im Juni 1920 entsandte der NDL die Gruessgott – sein damals größtes Schiff – auch in die Ostsee zur Verstärkung des Seedienst Ostpreußen zwischen Swinemünde und Pillau wegen der „Abstimmungsfahrten“ im Juli 1920, als weit über 100.000 Menschen an ihren Geburtsort in Ost- und Westpreußen reisten, um über die Zugehörigkeit ihrer Heimat zu Deutschland abzustimmen. Bei dieser Aktion kamen 28 kleine Passagierdampfer zum Einsatz.
Noch im Sommer nahm die Gruessgott ihre Helgoland-Fahrten wieder auf. Neben ihr kam noch der Tender Vorwärts zum Einsatz der zuvor auch in der Kaiserlichen Marine und dann im Seedienst Ostpreußen eingesetzt worden war. Dazu ließ der NDL zwei Minensuchboote (1921 Nymphe ex M 42 Typ 1915, 1922 Grille ex M 158 Typ 1916) zu Bäderschiffen umbauen und setzte sie je eine Saison nach Helgoland ein, bevor sie weiterverkauft wurden.
In den 1920er Jahren wurde die Gruessgott in den Wintermonaten nicht nur überholt, sondern auch modifiziert. Die großen Bootsdavits auf dem Vorschiff wurden abgebaut und mehr Rettungsboote auf der Höhe des hinteren Masts installiert. Die beiden schmalen Schornsteine wurden durch einen dickeren Schornstein ersetzt. Ab 1927 kam dann das moderne Turbinenschiff Roland vom NDL nach Helgoland in Fahrt und die Gruessgott wurde für eine neue Aufgabe hergerichtet.

### Tender für die Schnelldampfer und Verbleib
Das Schiff wurde als Tender für die neuen Schnelldampfer Bremen und Europa sowie die Columbus hergerichtet. Es sollte die Nordatlantik-Liner in Southampton unterstützen. Ab 1930 erfolgte dieser Einsatz unter britischer Flagge und unter dem neuen Namen Greetings. Zwei britische Gesellschaften betrieben nacheinander den Service und betreuten auch die Nordatlantikschiffe der Hapag und den französischen Schnelldampfer Normandie.
Als Mutterschiff für kleinere Einheiten diente die Greetings während des Zweiten Weltkrieges in der Royal Navy. 1942 war sie in Oban, Schottland der „32nd Anti-submarine Group“ zugeteilt.
1949 wurde das alte Schiff an die französische Bergungsfirma „Soc. Cherbourg de Remorque & Sauvatage“ verkauft, die es als La Bretonnière wohl vor allem als Fähre bis zum Abbruch 1969 nutzte.